# Маркус Кријер
Маркус Кријер (швед. Marcus Krüger — Стокхолм, 27. мај 1990) професионални је шведски хокејаш на леду који игра на позицијама централног нападача.
Члан је сениорске репрезентације Шведске за коју је на међународној сцени дебитовао на светском првенству 2011. када је шведски тим освојио сребрну медаљу. На СП 2017. освојио је златну медаљу. Био је члан шведског олимпијског тима на Зимским олимпијским играма 2014. у руском Сочију када је репрезентација Шведске освојила сребрну медаљу.
Учествовао је на улазном драфту НХЛ лиге 2009. где га је као 149. пика у 5. рунди одабрала екипа Чикаго блекхокса. Са Блекхоксима је освојио два трофеја Стенли купа.

## Каријера
Кријер је играчку каријеру започео у дресу екипе Јургорден за коју је пре почетка сениорске каријере у шведској лиги играо у свим млађим категоријама клуба.
Иако је у јуну 2010. потписао трогодишњи уговор са Чикаго блекхоксима, готово целу ту сезону је провео у редовима Јургордена, а за амерички тим је одиграо свега 7 утакмица. Од сезоне 2011/12. постаје стандардни првотимац Блекхокса у НХЛ лиги. Као играч Блекхокса освојио је две титуле намењене победнику Стенли купа, у сезонама 2012/13. и 2014/15.
Почетком марта 2016. Кријер је продужио уговор са Блекхоксима за још три сезоне, а вредност новог уговора износила је 9,25 милиона америчких долара.